# Giuliana Sgrena

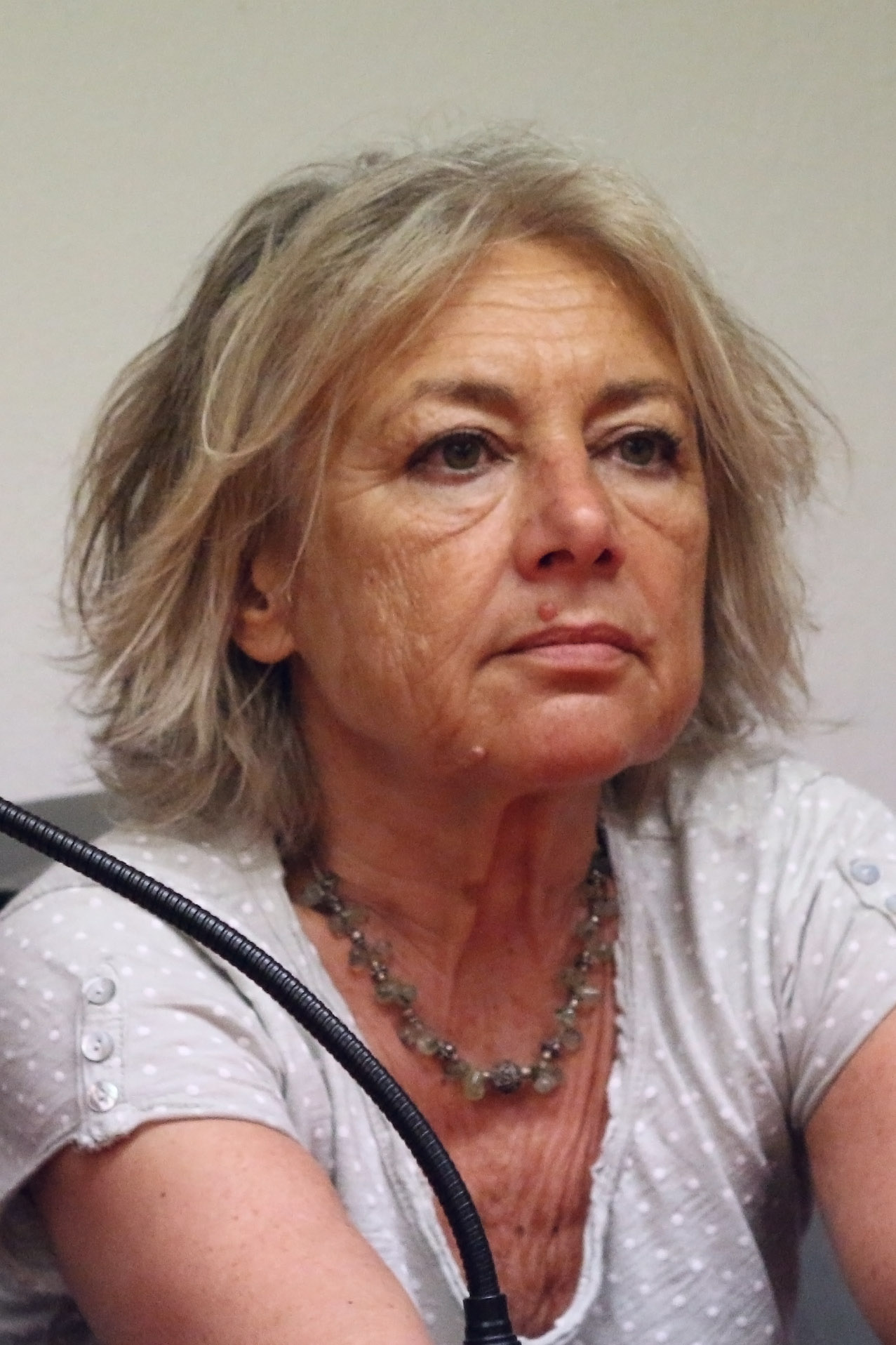
Giuliana Sgrena in 2014

Giuliana Sgrena (Masera, 20 december 1948) is een Italiaanse journalist die werkt voor het communistisch dagblad Il manifesto.  Ze werd vooral bekend toen ze in februari 2005 werd ontvoerd in Bagdad.  In maart 2005 werd ze na onderhandelingen terug vrijgelaten.
Bij haar vrijlating werd ze opgehaald door Nicola Calipari, een agent van de Italiaanse geheime dienst.  Hij begeleidde Sgrena mee naar Bagdad International Airport.  Onderweg werd hun wagen aan een Amerikaanse blokkade beschoten.  Bij dit incident stierf Calipari en geraakte Sgrena gewond.